# Cantonul Saint-Martin-en-Bresse
Cantonul Saint-Martin-en-Bresse este un canton din arondismentul Chalon-sur-Saône, departamentul Saône-et-Loire, regiunea Burgundia, Franța.

## Comune
- Allériot
- Bey
- Damerey
- Guerfand
- Montcoy
- Saint-Didier-en-Bresse
- Saint-Martin-en-Bresse (reședință)
- Saint-Maurice-en-Rivière
- Villegaudin